# 康众医疗
江苏康众数字医疗科技股份有限公司（上交所：688607）是中華人民共和國一家数字化X射线平板探测器生產公司。

## 历史
成立於2007年5月23日。公司創始人劉建強為美國籍。公司總部位於苏州工业园区。
2018年，該公司在全球同類產品中市場份额为3%，位列全球第九，中國市場上排名第二，當年爆出將闲置资金用于购买理财产品的爭議。該公司的收入有一半来自以美国市场为主的海外市场，2018年8月後該公司的輸美產品受到美國對華加征25%的關稅影響，造成2019至2020年該公司净利润大幅下跌。

## 外部連結
- 官方网站